# تشارلي تورنر (لاعب كرة قدم)
تشارلي تورنر (بالإنجليزية: Charlie Turner)‏ هو لاعب كرة قدم أيرلندي، (ولد في أثلون في جمهورية أيرلندا 1910  م). شارك مع منتخب جمهورية أيرلندا لكرة القدم. أما مع النوادي، فقد لعب مع ليدز يونايتد ونادي ساوثيند يونايتد ووست هام يونايتد.

## وصلات خارجية
- تشارلي تورنر على موقع ناشيونال فوتبول تيمز (الإنجليزية)